# رومانسهورن
رومانسهورن (بالألمانية: Romanshorn) هي بلدية سويسرية تتبع لمقاطعة أربون في كانتون تورغاو. تبلغ مساحتها 8.75 كيلومتر مربع، ويقدر عدد سكانها بـ 10753 نسمة (حسب تعداد ديسمبر 2015).

## أعلام
- باول إيلج